# Bracon hyslopi
Bracon hyslopi är en stekelart som först beskrevs av Henry Lorenz Viereck 1912.  Bracon hyslopi ingår i släktet Bracon och familjen bracksteklar. Inga underarter finns listade.